# اندروید مارشمالو
اندروید مارشمالو (به انگلیسی: Android Marshmallow) یا اندروید ۶، نسخه‌ای از سیستم‌عامل اندروید است که در سپتامبر ۲۰۱۵ توسط گوگل به صورت رسمی رونمایی شد.

## نام‌گذاری
نام این نسخه از اندروید از شیرینی پف‌نبات یا مارشمالو (به انگلیسی: Marshmallow) گرفته‌شده است.

## ویژگی‌ها
از ویژگی‌های بارز این نسخه از سیستم‌عامل اندروید، می‌توان به موارد زیر اشاره کرد:
- هوشمندترکردن محیط اندروید و نرم‌افزار گوگل Now، به‌کمک ویژگی Now on Tap
- عمر بیشتر باتری در حالت آماده‌به‌کار (standby) به‌کمک الگوریتم Doze
- به‌روزرسانی آسان‌تر برنامه‌ها
- استفاده همزمان از چندین کاربر در یک دستگاه